# Induction électrique
 (octobre 2020).
Si vous disposez d'ouvrages ou d'articles de référence ou si vous connaissez des sites web de qualité traitant du thème abordé ici, merci de compléter l'article en donnant les références utiles à sa vérifiabilité et en les liant à la section « Notes et références ».
Ne doit pas être confondu avec Induction électromagnétique.
Pour les articles homonymes, voir Induction.
En électromagnétisme, l’induction électrique, notée {\displaystyle {\vec {D}}}, représente en quelque sorte la densité de charge par unité d'aire (en C/m2) ressentie en un certain point : par exemple, une sphère de rayon {\displaystyle r} entourant une charge {\displaystyle Q} subit à cause d'elle en chacun de ses points un certain champ électrique, identique à celui qu'engendrerait la même charge uniformément répartie sur l'aire {\displaystyle A} de la sphère. La densité de charge surfacique {\displaystyle {\frac {Q}{A}}={\frac {Q}{4\pi r^{2}}}} ainsi obtenue est alors l'intensité de l'induction électrique. Également nommée champ de déplacement électrique ou parfois improprement densité de flux électrique, cette dernière est en outre orientée perpendiculairement à la surface, dans le sens du champ électrique.
L'induction électrique, ainsi matérialisée par un vecteur en tout point de l'espace, forme donc un champ vectoriel dépendant de la position {\displaystyle {\vec {r}}} et du temps {\displaystyle t}, et qu'on peut alors noter {\displaystyle {\vec {D}}({\vec {r}},t)}. Une possibilité alternative est la dépendance de l'induction électrique, alors notée {\displaystyle {\vec {D}}({\vec {r}},\omega )}, à la position dans l'espace {\displaystyle {\vec {r}}} et à la pulsation {\displaystyle \omega }, qui apparaît dans les équations de Maxwell des milieux.

## Dimension et unité
L'induction électrique est une grandeur vectorielle,. De dimension L–2·T·I, elle est homogène à une excitation électrique et une polarisation électrique. Dans le Système international (SI) d'unités, elle s'exprime en coulombs par mètre carré (C/m2 ou C m−2),.
Ce choix d'unités résulte du théorème de Gauss. Voir aussi Induction électrique dans un condensateur, infra.[précision nécessaire]

## Relation avec le champ électromagnétique
En général, on considère les milieux dits linéaires, {\displaystyle {\vec {D}}({\vec {r}},\omega )} est alors relié au champ électrique {\displaystyle {\vec {E}}({\vec {r}},\omega )} par la relation 
{\displaystyle {\vec {D}}({\vec {r}},\omega )\ =\ \varepsilon ({\vec {r}},\omega )\cdot {\vec {E}}({\vec {r}},\omega )}
où :
- {\displaystyle \varepsilon ({\vec {r}},\omega )} représente la permittivité absolue du milieu, qui est une matrice 3x3 dans les milieux anisotropes, et une fonction dans les milieux isotropes. Cette relation n'est pas universelle : échappent à cette relation, entre autres, les milieux électriquement non linéaires ({\displaystyle {\vec {D}}({\vec {r}},\omega )} dépend alors aussi des termes quadratiques de {\displaystyle {\vec {E}}({\vec {r}},\omega )}),

{\displaystyle {\vec {D}}={\frac {\vec {E}}{\|{\vec {E}}\|}}\left(\varepsilon ^{(1)}\cdot \|{\vec {E}}\|+\varepsilon ^{(2)}\cdot \|{\vec {E}}\|^{2}+\varepsilon ^{(3)}\cdot \|{\vec {E}}\|^{3}+\cdots \right)}
et les milieux dits « chiraux » ({\displaystyle {\vec {D}}({\vec {r}},\omega )} dépend alors linéairement de {\displaystyle {\vec {E}}({\vec {r}},\omega )} mais aussi du champ magnétique {\displaystyle {\vec {H}}({\vec {r}},\omega )}).

## Induction électrique dans un condensateur
Pour un condensateur, la densité de charge sur les plaques est égale à la valeur du champ {\displaystyle {\vec {D}}} entre les plaques. Ceci résulte directement du théorème de Gauss, si on intègre sur une boîte rectangulaire chevauchant la surface d'une des plaques du condensateur :
{\displaystyle \oint _{S}{\vec {D}}\cdot \mathrm {d} {\vec {S}}=Q}
où {\displaystyle \mathrm {d} {\vec {S}}} est l'élément d'aire orientée de la boîte et {\displaystyle Q} la charge accumulée par le condensateur. La partie de la boîte à l'intérieur de la plaque a un champ nul (donc la partie de l'intégrale s'y reportant est nulle), et sur les bords de la boîte, {\displaystyle \mathrm {d} {\vec {S}}} est perpendiculaire au champ (donc la partie de l'intégrale s'y reportant est aussi nulle). Finalement, il reste :
{\displaystyle |{\vec {D}}|={\frac {Q}{S}}},
ce qui représente la densité de charge de la plaque.